# MAVEN
Mars Atmosphere and Volatile Evolution (MAVEN) ist eine Raumsonde zur Erforschung der Atmosphäre des Planeten Mars im Rahmen des Mars-Scout-Programms der NASA. Die Sonde wurde am 18. November 2013 mit einer Atlas-V-Rakete erfolgreich gestartet, umkreist seit dem 22. September 2014 den Mars und führte vier Tiefflüge durch die Atmosphäre durch.

## Hintergrund
Am 15. September 2008 gab die NASA bekannt, dass sie für das Jahr 2013 den Projektvorschlag MAVEN als Mars-Scout-2-Mission ausgewählt habe. Die Auswahl erfolgte gegen den Finalisten „The Great Escape“, ebenfalls eine Atmosphärenforschungsmission. Diese beiden Missionen waren aus ursprünglich acht Vorschlägen ausgewählt worden. Die Projektkosten für MAVEN betragen 485 Millionen US-Dollar.
Die Mission wurde am 3. Oktober 2013 als eine der wenigen NASA-Aktivitäten von dem Government Shutdown 2013 ausgeschlossen, um den geplanten Start nicht zu gefährden.

## Struktur
Die Struktur der Raumsonde basiert auf den Konstruktionen der Raumsonden Mars Reconnaissance Orbiter und 2001 Mars Odyssey.

## Instrumentierung

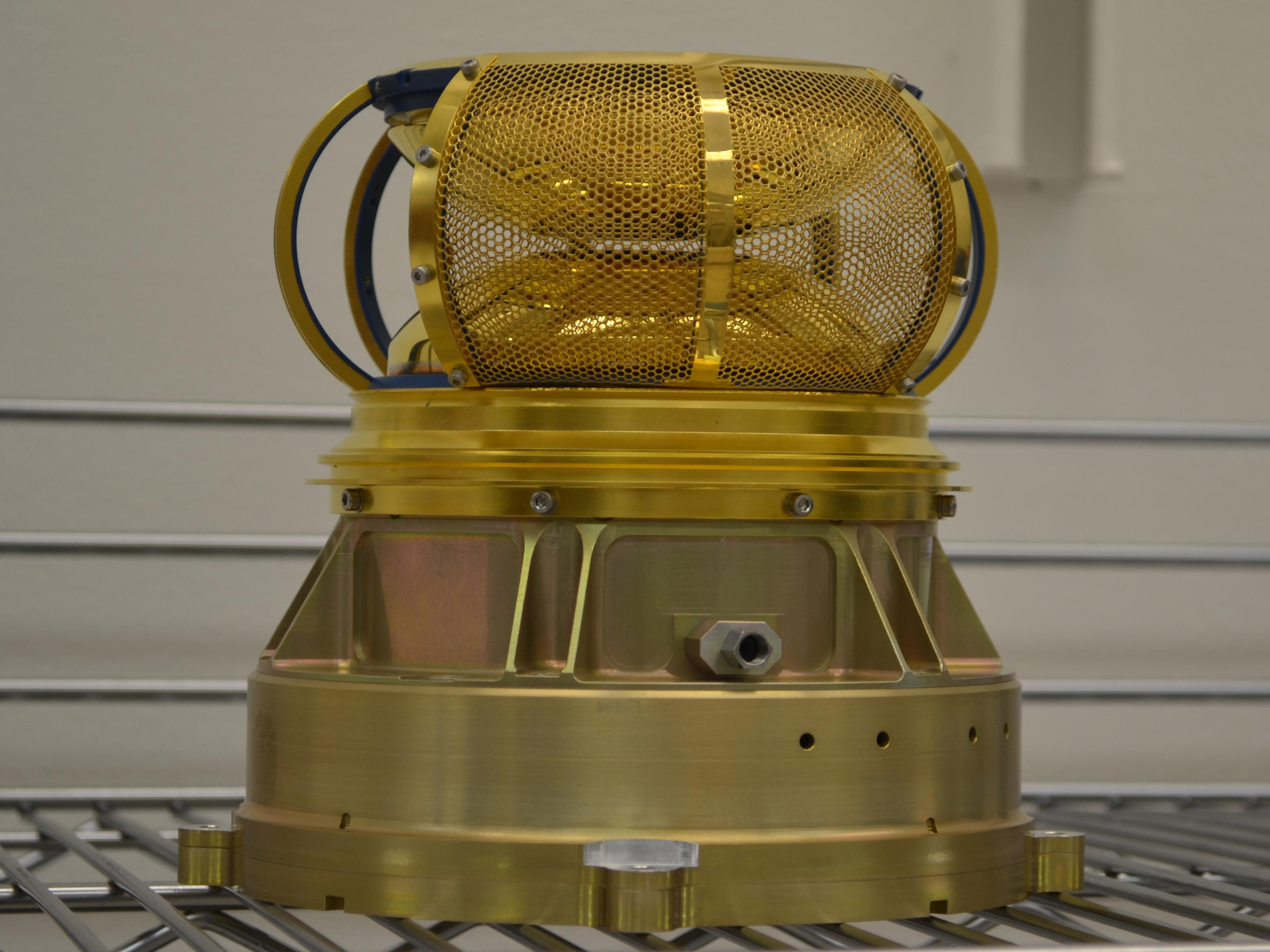
Solar Wind Electron Analyzer (SWEA)

MAVEN soll die obere Atmosphäre des Mars und deren Interaktion mit der Sonne untersuchen. Zu diesem Zweck sind Instrumente zur Erfassung der Charakteristiken der atmosphärischen Gase, der oberen Atmosphäre, des Sonnenwinds und der Ionosphäre an Bord. Die University of Colorado Boulder, die University of California und das Goddard Space Flight Center bauten die Instrumente für MAVEN.

## Missionsverlauf

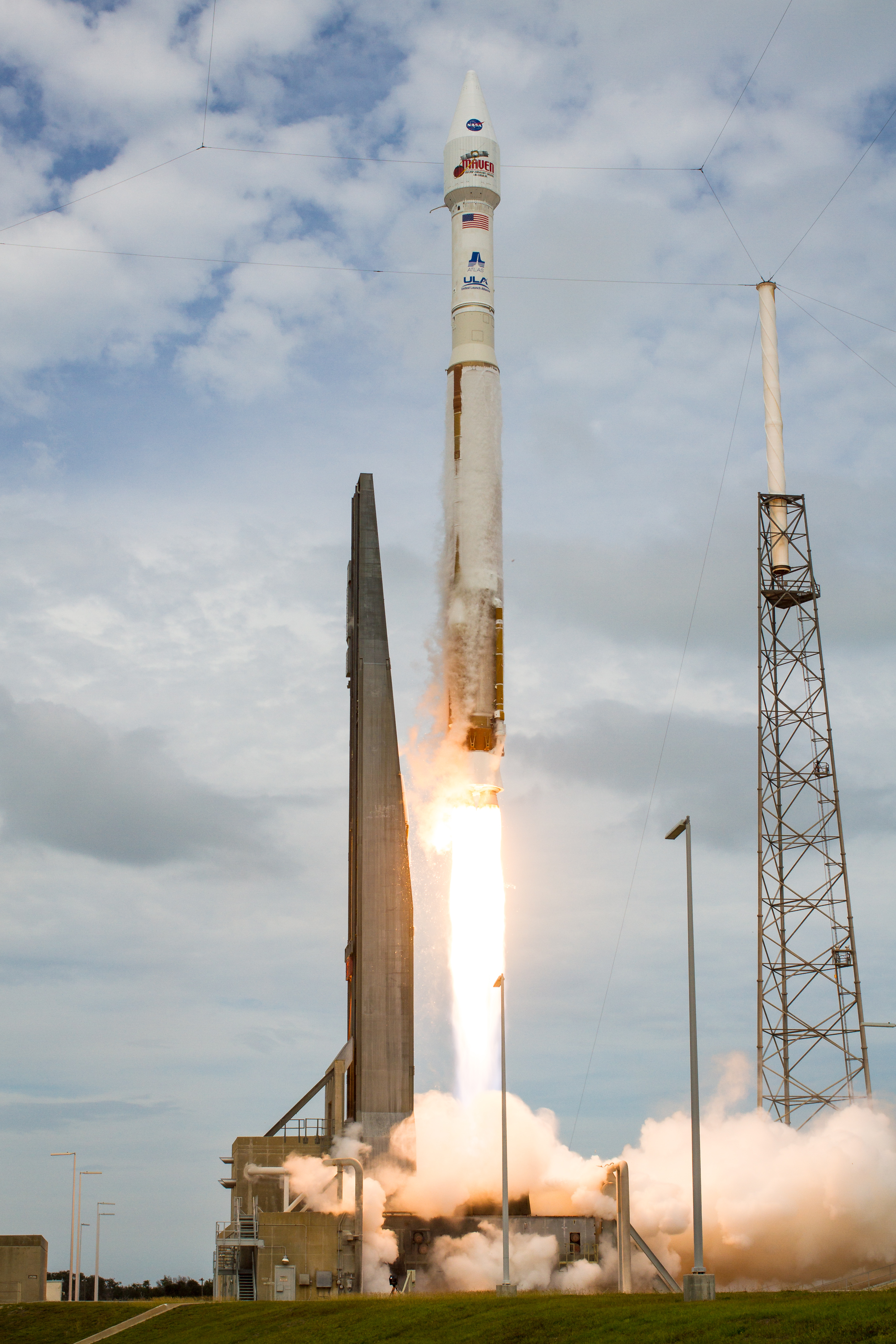
Start der Trägerrakete

MAVEN startete mit einer Atlas V (401) vom Startkomplex 41 (Cape Canaveral) am 18. November 2013 und erreichte den Mars am 22. September 2014. MAVEN schwenkte in eine hochelliptische Umlaufbahn ein, die zwischen 144 km und 6228 km über der Planetenoberfläche verläuft. Am 6. November 2014 übertrug MAVEN als Repeater mehrere Bilder des Rovers Curiosity zum Deep Space Network, als sich MAVEN im Orbit über Curiosity befand.
MAVEN führte während seiner Mission vier sogenannte „Deep Dip“-Manöver durch. Dafür wurde MAVENs Periapsis auf 125–150 km abgesenkt. Die Sonde fliegt dann durch die obersten Schichten der Atmosphäre und kann diese mit ihren wissenschaftlichen Instrumenten untersuchen. Am 6. Februar 2015 durchflog MAVEN die abendliche Terminatorregion, am 10. April 2015 die Subpolarregion, am 26. Juni 2015 die Region des morgendlichen Terminators und schließlich am 21. August 2015 die Südpolarregion. Die Primärmission endete im November 2015, die Mission wurde aber verlängert.
Zwischen dem 11. Februar und dem 5. April 2019 wurde die Umlaufbahn durch gezielte Atmosphärenbremsung abgesenkt. Der marsnähste Punkt des Orbits näherte sich von 151 km auf 132 km über der Oberfläche, der marsfernste von 6050 auf 4570 km. Dadurch verringerte sich die Umlaufzeit, so dass MAVEN öfter als bisher Kontakt zu den Marsrovern aufnehmen und als Kommunikationsrelais dienen konnte. MAVEN untersucht weiterhin die Atmosphäre. Der Treibstoff wird noch für einen Betrieb bis mindestens 2030 reichen.